# خرمنی‌ها
عنکبوت‌های فالانجیوم (نام علمی: Phalangium) نام یک سرده از راسته عنکبوت‌های خرمن است. عنکبوت اوپیلیو در این سرده قرار دارد.